# Теха Сабре, Альфонсо
Альфонсо Теха Сабре (исп. Alfonso Teja Zabre; 23 декабря 1888, Сан-Луис-де-ла-Пас, Гуанахуато — 28 февраля 1962, Мехико) — мексиканский юрист, историк, поэт, писатель
, политик, журналист, дипломат и академик. Среди его работ — биография Хосе Марии Морелоса. Был пионером мексиканского кино как сценарист.

## Биография
Родился 23 декабря 1888 года в Сан-Луис-де-ла-Пас штата Гуанахуато.
Учился в Научном и литературном институте в Пачуке, получил грант от штата и переехал в Мехико, чтобы поступить в Национальную юридическую школу, получил звание поверенного в 1909 году. Начал заниматься историей, учился в Национальном историческом музее, которым руководил Хенаро Гарсия. Он был членом Ateneo de la Juventud Mexicana и входил в богемную группу под названием «La Horda».
Теха Сабре трудился на посту государственного защитника, затем государственного прокурора и в магистрате Высшего суда правосудия Федерального округа, магистрате Федерального налогового суда. Он сотрудничал с газетами El Demócrata, El Universal и El Universal Gráfico. Преподавал в Национальной подготовительной школе, на факультете философии и литературы и на юридическом факультете в Национальном автономном университете Мексики (НАУ). Как дипломат, он был советником-посланником посольства Мексики на Кубе и послом в Гондурасе и в Доминиканской Республике.
Теха Сабре был членом Мексиканской академии криминальных наук. Он был назначен членом Мексиканской исторической академии, в которую он поступил 8 мая 1961 года с речью «Безумие Дона Хосе де Гальвеса», занял там кресло № 14.
Теха Сабре был назначен членом Академии Academia Mexicana de la Lengua, кресло V, но он умер в Мехико 28 февраля 1962 года, не успев его занять.
Альфонсо Теха Сабре начинал как поэт и писатель-романист (Open Wings, 1920; Hope and Hatiké, 1922; El nuevo Quetzalcóatl, 1927), но затем посвятил себя исторической биографии: Vida de Morelos (1917), его самая известная работа и Historia de Cuauhtémoc (1934), а также исследованиям национальной истории: «История Мексики» (1935), «Историческая панорама мексиканской революции» (1939), «Путеводитель по истории Мексики» (1944) и «Краткая история Мексики» (1947).

## Публикации
- Стихи и фантазии, 1914 год.
- Жизнь Морелоса, 1917 год[3].
- Открытые крылья, 1920 год.
- Биография Мексики, 1931 год
- История Куаутемока, 1934 год.
- История Мексики. Современная интерпретация, 1935 год[4].
- Теория революции, 1936 год.
- Погиб за страну: герои Чапультепека, сценарий фильма 1938 года.
- Исторический обзор мексиканской революции 1939 года.
- Статуя Дона Хусто Сьерра: два урока от учителя, 1942 год.
- Похороны оратора Хесуса Уруэты, 1943 год.
- Путеводитель по истории Мексики, 1944 год.
- Динамика истории и межамериканской границы, 1947 год.
- Умбриэль: испытания иллюзий и разочарований, 1953 год.
- Леандро Валле, либерал-романтик, 1956 год.